# Saxuality
Saxuality is het debuutalbum van de popjazz-saxofoniste Candy Dulfer uit 1990.
Dulfer is een dochter van de jazzsaxofonist Hans Dulfer en werd beïnvloed door artiesten als Madonna, Prince, Sonny Rollins en Maceo Parker. Deze gevarieerde muzikale achtergrond is terug te vinden in dit album dat ze samen met de multi-instrumentalist Ulco Bed produceerde.
Het album leverde goede kritieken op in binnen- en buitenland en zette haar al meteen aan het begin van haar carrière wereldwijd op de kaart. Het album bereikte plaats 3 in de Nederlandse Album Top 100, waarin het 24 weken bleef staan. Ook werd het album goed ontvangen in het buitenland, met onder meer een nummer 1-notering in Billboards Top Heatseekers en plaats 22 in de Billboard 200. Bij elkaar gingen er meer dan een miljoen exemplaren over de toonbank.
Het album leverde haar zowel in 1990 als 1991 de Conamus Exportprijs op, en nog een nominatie voor een Grammy Award in de categorie Beste hedendaags jazzalbum.

## Nummers
| Nummer | Naam                         | Duur |
| ------ | ---------------------------- | ---- |
| A1     | Pee wee                      | 3:45 |
| A2     | Saxuality                    | 4:27 |
| A3     | So what                      | 4:55 |
| A4     | Jazzid                       | 4:22 |
| A5     | Heavenly city                | 6:01 |
| B1     | Donja                        | 5:20 |
| B2     | There goes the neighbourhood | 3:54 |
| B3     | Mr. Lee                      | 4:54 |
| B4     | Get the funk                 | 4:17 |
| B5     | Home is not a house          | 4:11 |